# Музей Эстрайхеров
Музей Эстрайхеров, полное название «Музей Эстрайхеров, потери культуры и реституции» (пол. Muzeum Rodu Estreicherów, Strat Kultury i Rewindykacji w Krakowie) — наименование музея, находящегося в Кракове в районе Воля-Юстовская на улице Сарне-Урочиско,15. Представляет собой характерную старопольскую усадьбу второй половины XIX века. В настоящее время музей находится в собственности краковского Общества любителей изящных искусств, которое основало в нём музей, посвящённый польскому общественному деятелю и профессору Каролю Эстрайхеру. Здание музея внесена в реестр охраняемых памятников Малопольского воеводства (№A-568).
Здание было построено в конце XIX века по проекту польского архитектора Юзефа Галензовского. В 1948 году здание купил искусствовед и профессор Ягеллонского университета Кароль Эстрайхер, после смерти которого оно пришло в полуразрушенное состояние. В 1995 году здание было передано в собственность краковского Общества любителей изящных искусств, которое устроило в нём музей, посвящённый деятельности семьи польских искусствоведов Эстрайхеров.
29 апреля 2009 года состоялось торжественное открытие музея.
Музей открыт только в выходные дни. Для его посещения необходимо предварительно договориться по телефону +48 501 451 252.